# My Heart Belongs to Daddy
«My Heart Belongs to Daddy» (с англ. — «Моё сердце принадлежит папочке») — песня, написанная Коулом Портером для мюзикла 1938 года «Оставь это мне!» премьера состоялась 9 ноября 1938 года. Первоначально ее исполнила Мэри Мартин, сыгравшая Долли Уинслоу, молодую протеже богатого издателя газеты.
В оригинальном контексте Долли застряла на Сибирском железнодорожном вокзале, одетая только в шубу, и танцует стриптиз во время исполнения песни. Окружённая нетерпеливыми сибирскими мужчинами, она говорит, что с тех пор, как встретила «папочку», она будет флиртовать с другими мужчинами, но не будет «доводить дело до конца». «Папочка» — это её sugar daddy, газетный магнат, представленный со словами: «Я стала заботиться о таком милом миллионере».

## Последующие записи
Мартин снова спела песню в фильме 1940 года «Возлюби ближнего своего». Она снова была одета в шубу, но обстановка — это шоу в шоу, и действие более традиционное, поскольку под мехом на ней вечернее платье. Слова во введении изменены, намёки смягчены. Её самое известное исполнение в кино — в биографическом фильме Коула Портера 1946 года «День и ночь», в котором она играет саму себя. Фильм воссоздаёт прослушивание Мартин, затем переходит к её выступлению в оригинальном сибирском контексте. Она снова исполняет стриптиз, сбрасывая муфту, а затем шубу, в то время как усатые сибиряки следят за каждым её движением, в конце концов падая в обморок, когда она снимает шубу, обнажая под ним облегающий костюм.
В Великобритании песня стала хитом для Пэт Кирквуд, которая исполнила её в ревю 1938 года «Чёрный бархат». Это привело к тому, что её окрестили «первой британской звездой военного времени». Впоследствии песня ассоциировалась с ней.
Мэрилин Монро поёт песню в фильме «Займёмся любовью» (1960). Вступление полностью изменено. Она представляется как «Лолита», которой не положено «играть с парнями». Добавлен стих, в котором она приглашает парня «приготовить прекрасную энчиладу». Строки не соответствуют схеме рифмовки остальной части песни, но с тех пор использовались многими другими исполнителями. Анна Николь Смит записала копию версии Монро в 1997 году, выпущенную как сингл.
Также песню в разное время исполняли Джули Лондон, Элла Фицджеральд, Пегги Ли, Эрта Китт, Анита О’Дэй, Ди Ди Бриджуотер и многие другие.